# Herbita divisa
Herbita divisa är en fjärilsart som beskrevs av William Schaus 1911. Herbita divisa ingår i släktet Herbita och familjen mätare. Inga underarter finns listade i Catalogue of Life.